# MediaMente
MediaMente è stata una trasmissione televisiva di Rai Educational dedicata al mondo di internet e delle nuove tecnologie della comunicazione.

## Il programma
Il programma, ideato da Renato Parascandolo e condotto da Carlo Massarini (tranne le primissime puntate del 1994, condotte da Gianluca Nicoletti), con la regia di Piccio Raffanini, è andato in onda - con vari format, prima dagli studi Rai di Roma e poi da quelli di Napoli - dal 1994 al 2002, sia sulle reti generaliste (e in particolare su Rai Tre) sia su quelle satellitari rappresentando uno dei primi e dei pochi tentativi della televisione pubblica italiana di affrontare in maniera organica le tematiche connesse al mondo della rete e dell'alfabetizzazione informatica.
Alla stesura dei testi per la trasmissione hanno collaborato alcuni fra i maggiori esperti italiani sul mondo della rete, fra cui Franco Carlini, Franco Berardi, Egidio Pentiraro, Gino Roncaglia, Antonio Caronia, Fabio Ciotti, Ermanno Guarneri, Paolo Barbesino; nel corso di otto edizioni, MediaMente ha raccolto una cospicua biblioteca di interviste ai protagonisti del mondo della rivoluzione digitale.
Al montaggio: Massimiliano Maiello, Marco Marinotti, Francesco Quisisana, Daniela Castelli
Il sito internet di Mediamente, nato nel 1995, è stato il primo di cui si sia dotata una trasmissione della Rai.
La funzione di alfabetizzazione informatica, affidata alla trasmissione anche a seguito di convenzioni fra la Rai e il Ministero della pubblica istruzione, fu evidente sia nell'impianto didattico di alcune puntate e sezioni della trasmissione, sia nella realizzazione di iniziative come il corso Educazione al multimediale, distribuito in rete e come prodotto editoriale attraverso dispense, videocassette e CD-ROM, o il Progetto Multimediascuola (uno dei primi corsi di alfabetizzazione informatica rivolto agli insegnanti). Un Learning Center era presente anche come sezione interna del sito.
La chiusura della trasmissione, nell'estate 2002, ha suscitato numerose proteste e una raccolta di firme in rete, che però non ha avuto alcun esito.